# St. Peter und Paul (Arnshausen)
| St.-Peter-und-Paul, Arnshausen |                           |
| ,Die St.-Peter-und-Paul-Kirche |                           |
| Ort                            | Arnshausen                |
| Konfession                     | römisch-katholisch        |
| Diözese                        | Bistum Würzburg           |
| Patrozinium                    | Peter und Paul            |
| Baujahr                        | 1613; mit Neubau von 1977 |
| Bautyp                         | Saalkirche                |
| Funktion                       | Pfarrkirche               |

Die römisch-katholische Kirche St. Peter und Paul befindet sich in Arnshausen, einem Ortsteil des in Unterfranken gelegenen Kurorts Bad Kissingen. Sie gehört zu den Bad Kissinger Baudenkmälern und ist unter der Nummer D-6-72-114-156 in der Bayerischen Denkmalliste registriert.

## Geschichte

### Erste Arnshausener Kirche
Archäologische Untersuchungen im Rahmen des Einbaus einer neuen Ölheizung im Jahr 1964 brachten zwölf übereinander liegende Erdschichten zutage. In der untersten und damit ältesten Schicht wurden Keramikstücke gefunden, die von einem 1240 angelegten Keramikfußboden stammen. Dieser ersetzte vermutlich einen vorher angelegten Holzfußboden. Die auf zwischen 1220 und 1250 geschätzte Entstehungszeit der Keramikfunde deckt sich mit der ersten bekannten urkundlichen Erwähnung Arnshausens von 1242.
Diese Mitte des 13. Jahrhunderts bezeugte Kirche diente in Kriegszeiten auch als Zufluchtsort in einer Zeit, als die Henneberger Grafen und die Würzburger Bischöfe bestrebt waren, ihre Machtansprüche gegeneinander abzugrenzen. Diese Umstände machten sich in der schießschartenartigen Anlage der Kirchenfenster bemerkbar; der Kirchhof wurde von einer Ringmauer umgeben, die ebenfalls Schießscharten aufwies.

### Heutiges Kirchengebäude

#### Entstehung
Nachdem die Pfarrei Arnshausen, zu der auch Reiterswiesen gehört hatte, im Jahre 1410 auf Grund schwindender Einnahmen an die Pfarrei Bad Kissingen angegliedert wurde, begann der Zerfall des Kirchengebäudes. Aus diesem Grund wurde die Kirche unter Fürstbischof Julius Echter von Mespelbrunn abgerissen; an ihrem Standort entstand zwischen 1609 und 1617 der bis heute bestehende Neubau. Der Kirchturm aus dem 14. Jahrhundert wurde zu einem typischen Turm der Echterzeit umgestaltet. Das Langhaus und der polygonale Chor entstanden beispielsweise im Jahr 1613.
Vor der Kirche befinden sich eine Immaculata-Figur sowie ein Bildstock.
In den 1920er bis 1930er Jahren erhielt das Kirchengebäude durch eine Renovierung ihr heutiges Aussehen.

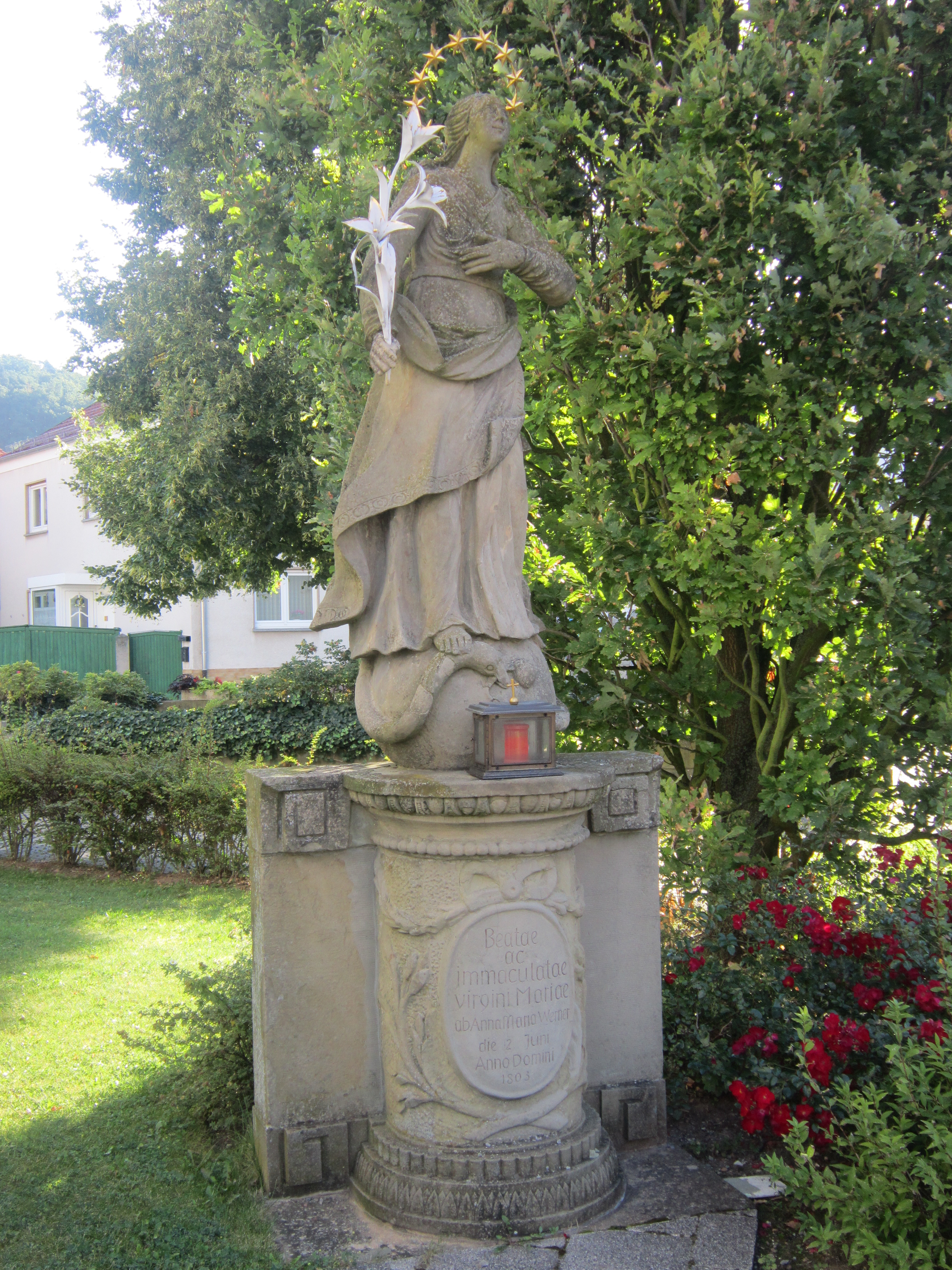
Immaculata
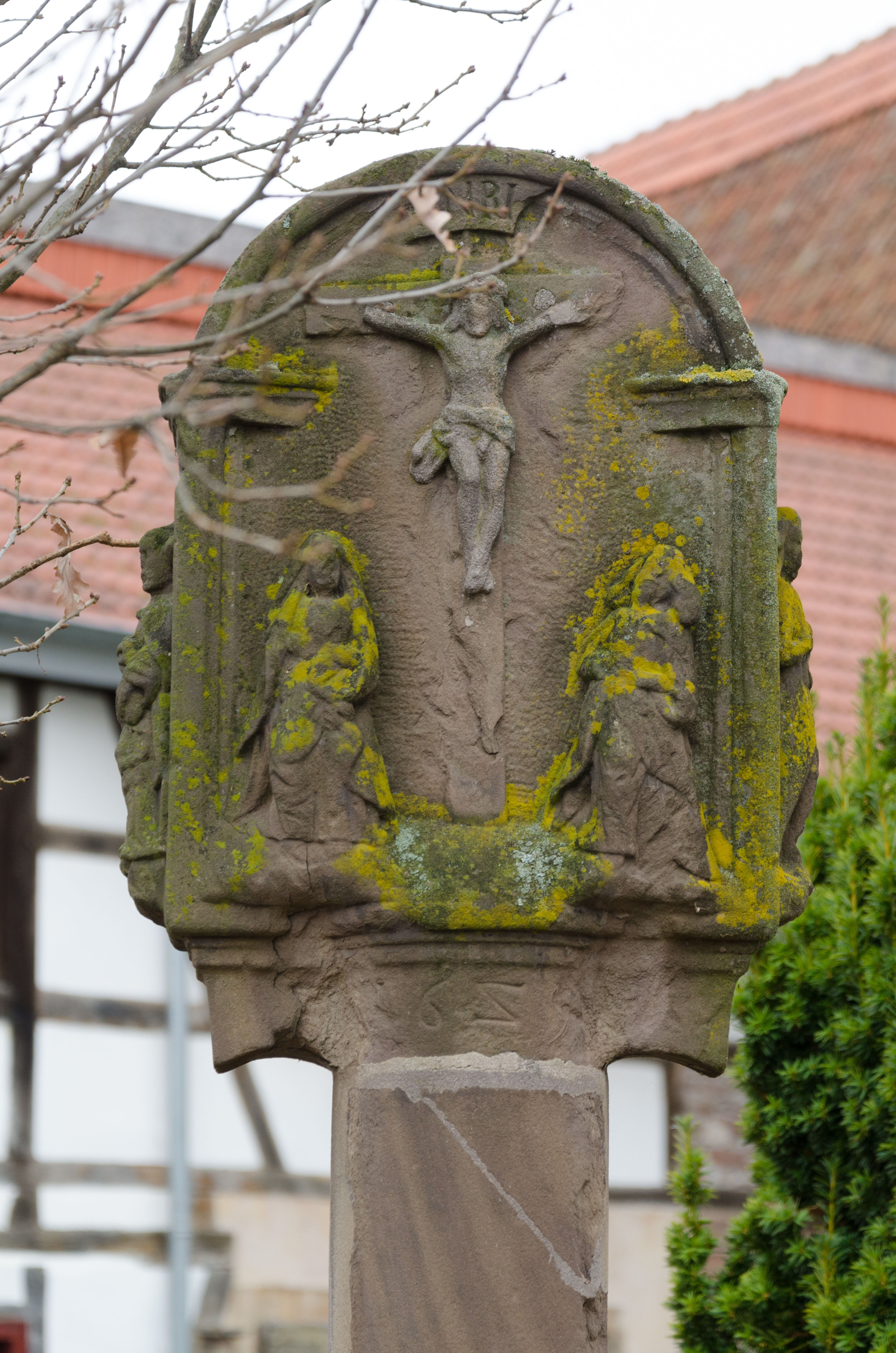
Bildstock

#### Erweiterung von 1977
Anfang der 1970er Jahre war durch die zu erwartende Steigerung der Einwohnerzahlen auf Grund der bevorstehenden Eingemeindung Arnshausens nach Bad Kissingen der Bedarf nach einer Erweiterung des Kirchengebäudes absehbar. Der Münchner Architekt Erich Martin, dessen Mutter aus Arnshausen stammte, entwickelte fünf mögliche Konzepte: Erweiterung des Kirchengebäudes nach Osten (dieses Konzept wäre das günstigste gewesen, hätte die historische Bausubstanz jedoch in einen Torso verwandelt und die Gläubigen durch die erforderliche Versetzung des Altars in zwei Lager geteilt), eine Erweiterung nach beiden Seiten (dadurch wäre jedoch der Dorfanger in der Größe sowie Dach und Decke der Kirche in ihrer Konzeption in zu hohem Maße beeinträchtigt gewesen), ein polygonales Längskonzept (beinhaltete den Versuch, eine Beeinträchtigung des Dorfangers zu minimieren, wäre aber ähnlich aufwändig umzusetzen gewesen wie eine beidseitige Erweiterung), einen separaten Erweiterungsbau (diese Variante wurde vom Würzburger Dombaumeister Hans Schädel favorisiert) sowie eine Verschmelzung beider Kirchenräume.
Schließlich fiel die Entscheidung unter Genehmigung des Bayerischen Landesamtes für Denkmalpflege zu Gunsten einer Verschmelzung beider Kirchenräume, um einerseits die vorhandene Bausubstanz zu bewahren und andererseits den Aufwand durch den Unterhalt zweier Kirchengebäude zu vermeiden. Während als tragendes Material weißer Kalkstein diente, entschied man sich zu Gunsten eines warmen Raumeindruckes und der Akustik für Holz als Raummaterial. Die Orgelempore wurde hängend an zwei Stahlstäben an den Deckenträgern angebracht. Am 2. August 1976 begannen die Bauarbeiten; die Weihe der Kirche in ihrer erweiterten Form fand am 2. Oktober 1977 durch den Würzburger Weihbischof Alfons Kempf statt.

## Architektur

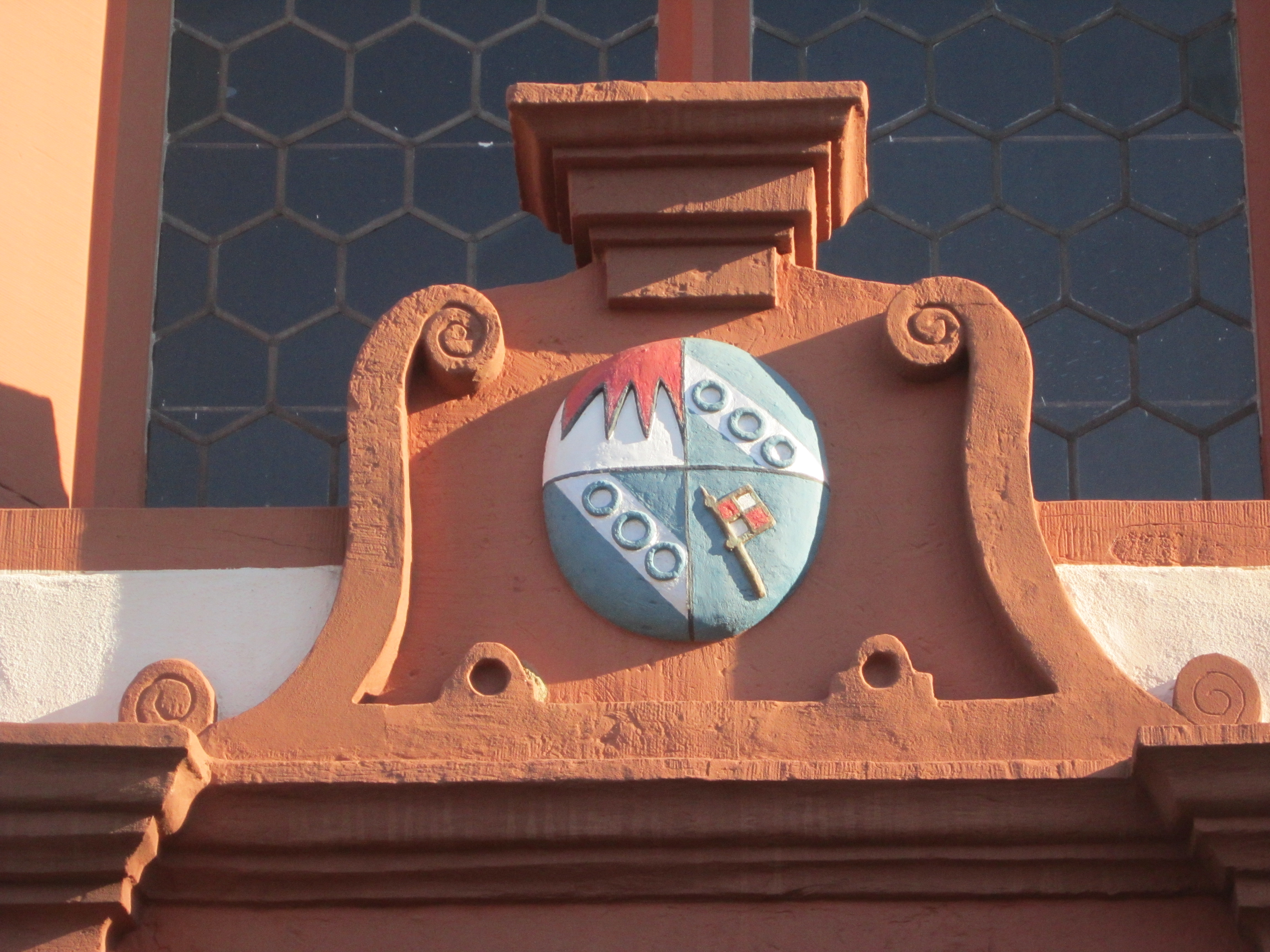
Wappen von Fürstbischof Julius Echter von Mespelbrunn

Bei dem originalen Kirchenbau von 1613 handelt es sich um einen Saalbau mit eingezogenem, polygonal schließenden Chor und Kirchturm an der östlichen Langhaus-Nordseite. Im Inneren des vom Originalbau stammenden Turms befindet sich eine spitzbogige, nach Süden ausgerichtete Öffnung. Diese lässt vermuten, dass es sich einerseits bei dem Turm um einen ehemaligen Chorturm handelt und andererseits das zugehörige Langhaus in Querrichtung zum heutigen Kirchenschiff positioniert war.
Charakteristisch für die Architektur unter dem Bauherrn, dem Fürstbischof Julius Echter von Mespelbrunn, sind der nachgotische Julius-Echter-Turm mit dem achteckigen Helm auf quadratischen Grundriss, die nachgotischen Maßwerkformen der Fenster sowie die Kombination gotisch nachempfundener Formen mit Renaissance-Elementen an den Portalen.
Das Wappen von Fürstbischof Julius Echter von Mespelbrunn ist am Ostportal der Südseite angebracht.

## Ausstattung
Die volkstümliche des originalen Kirchenbaus von 1613 stammt aus der ersten Hälfte des 18. Jahrhunderts. Der Hochaltar zeigt eine Darstellung der Heiligen Familie. Die ursprünglichen Seitenfiguren des Altars der hl. Petrus und Paulus befinden sich nun im Kirchenneubau von 1977. Bedingt durch die Architektur der Kirche enthält diese an ihrer Südseite lediglich einen Seitenaltar, der mit Gestühlwangen und schweren Akanthusschnitzereien. Mögliche Datierungen der Altäre sind wohl um 1700 oder um 1720. Die Kanzel entstand wohl um 1720.
In einer Nische der südlichen Langhauswand stand eine Figur des Erzengels Michael aus dem 18. Jahrhundert; sie befindet sich nun im Kirchenneubau. Eine ebenfalls ursprünglich im Originalkirchenbau von 1613 befindliche spätgotische gefasste Schnitzfigur des hl. Sebastian steht nun im Kirchenneubau.
Im Jahr 1885 erhielt die Kirche eine von Bildhauer Valentin Weidner angefertigte Kommunionbank. Über den von Weidner angefertigten, im Pfarrarchiv Arnshausen überlieferten Plan „Zur neuen Communionbank 1885“ lassen sich die beiden von Weidner angebotenen Varianten nachvollziehen. Nach dem Zweiten Weltkrieg wurde die Kommunionbank jedoch entfernt und ist seitdem verschollen.
Die im Jahr 1992 neu gestaltete Langhausdecke ist mit einer sparsamen Stuckdekoration sowie einem Gemälde der Himmelfahrt Mariens von Otto Hämmerle ausgestattet.